# Alfabeto attico
L'alfabeto attico è il tipo di alfabeto greco usato ad Atene fino al 403-402 a.C., quando per legge fu decretata l'introduzione dell'alfabeto ionico, cioè il tipo oggi comune. 
I due alfabeti furono usati parallelamente almeno già dagli anni trenta del V secolo a.C., ma nelle scritture ufficiali veniva usato esclusivamente l'alfabeto attico.
Le differenze principali tra l'alfabeto attico e quello ionico sono:
- Il simbolo “ε” trascrive ogni apertura e quantità vocalica dal timbro e, quindi corrisponde a ε, ει, η dell'alfabeto ionico.
- Il simbolo “ο” trascrive ogni apertura e quantità vocalica dal timbro o, quindi corrisponde a ο, ου, ω dell'alfabeto ionico.
- Le consonanti doppie ψ e ξ dell'alfabeto ionico sono scritte per esteso, rispettivamente con i digrammi φσ e χσ.
- Il simbolo “H” in attico indica l'aspirazione (cioè lo spirito aspro, il cui simbolo in ionico è una stilizzazione della parte superiore sinistra di H), esattamente come in latino, mentre in ionico è la lettera eta.